# Évangelina Blue
Évangelina Blue född 8 februari 2014, är en fransk varmblodig travhäst som tränades av Jean-Philippe Mary och reds av Mathieu Mottier.
Hon började tävla i maj 2018 och inledde med en tredjeplats och tog sin första seger i tredje starten. Hon sprang under sin karriär in 693 500 euro på 33 starter, varav 9 segrar och 8 andraplatser samt 7 tredjeplatser. Karriärens största segrar kom i Prix des Centaures (2019, 2020).
Hon har även segrat i Prix Leon Tacquet (2019), Prix Camille Blaisot (2019), Prix Hervé Céran-Maillard (2019) och Prix Henri Desmontils (2020) och hon kom även på andraplats i Prix Émile Riotteau (2018), Prix Victor Cavey (2019), Prix Joseph Lafosse (2019), Prix Camille Lepecq (2020) och kom på tredjeplats i Prix Paul Bastard (2019), Prix Louis Forcinal (2019), Prix Xavier de Saint Palais (2019) och Prix de Normandie (2019).

## Statistik
| Statistik för Évangelina Blue (Ref.) | Statistik för Évangelina Blue (Ref.) | Statistik för Évangelina Blue (Ref.) | Statistik för Évangelina Blue (Ref.) | Statistik för Évangelina Blue (Ref.) | Statistik för Évangelina Blue (Ref.) |
| ------------------------------------ | ------------------------------------ | ------------------------------------ | ------------------------------------ | ------------------------------------ | ------------------------------------ |
| Starter                              | Placeringar                          | Startprissumma                       | Segerprocent                         | Platsprocent                         | Rekord                               |
| 33                                   | 9-8-7                                | 693 500 euro                         | 27 %                                 | 73 %                                 | 1.11,5ak,                            |

### Större segrar
| År   | Lopp                      | Kusk            | Vinstbelopp | Grupp   |
| ---- | ------------------------- | --------------- | ----------- | ------- |
| 2019 | Prix Leon Tacquet         | Mathieu Mottier | 36 000 EUR  | Grupp 3 |
| 2019 | Prix Camille Blaisot      | Mathieu Mottier | 54 000 EUR  | Grupp 2 |
| 2019 | Prix des Centaures        | Mathieu Mottier | 108 000 EUR | Grupp 1 |
| 2019 | Prix Hervé Céran-Maillard | Mathieu Mottier | 54 000 EUR  | Grupp 2 |
| 2020 | Prix Henri Desmontils     | Mathieu Mottier | 40 500 EUR  | Grupp 3 |
| 2020 | Prix des Centaures        | Mathieu Mottier | 108 000 EUR | Grupp 1 |